# Прогулки с морскими чудовищами
«Прогулки с морскими чудовищами» (англ. Walking with Dinosaurs: Sea monsters) — научно-популярный сериал канала BBC, рассказывающий о вымышленных приключениях Найджела Марвена в семи самых ужасных доисторических морях за всю историю земли. Визуальный ряд воссоздан с применением компьютерной графики. Основная часть сериала состоит из трёх серий, в которой Найджел, с помощью ленты времени, путешествует во времени, посещая доисторические моря разных эпох и периодов. По каждому морю плывёт на своей яхте вместе со съёмочной командой BBC. Найджел Марвен учит вас: «Как бы плохо ни было на суше, ни в коем случае нельзя входить в воду».

## Первая серия

### Седьмое из самых опасных доисторических морей
- Время — ордовик, 450 миллионов лет назад.
- Место — Испания.

Первым делом Найджел отправляется в ордовикский период, в котором он надеется увидеть ортокона. Сначала с помощью приманки — панцирной рыбы астрасписа он привлекает морского скорпиона — мегалограпта. Позже с помощью другой приманки — гигантского трилобита изотела он надеется поймать ортокона, но у него не получается: на трилобита «клюёт» морской скорпион. В следующий раз трилобита схватывает кто-то огромный. Найджел решает погрузиться в воду. Он находит ортокона, но тот начинает приближаться к Найджелу, и ныряльщик светит ему в глаза своим фонарём, так как ортокон боится света. Моллюск уплывает, и Найджел всплывает на поверхность залива. Подплывая к суше, Найджел видит морских скорпионов, которые откладывают икру в песок.
Показанные животные:
- Камероцерас (в фильме назван ортоконом)
- Мегалограпт (в фильме назван морским скорпионом)
- Изотел (в фильме назван гигантским трилобитом)
- Астраспис (в фильме назван панцирной рыбой)
- Неопределённый вид граптолита
- медуза (проплывает рядом с Камероцерасом)

### Шестое из самых опасных доисторических морей
- Время — триас, 230 миллионов лет назад.
- Место — Германия.

После ордовика Найджел отправляется в триасовый период. Погружаясь в триасовое море, Найджел обнаруживает у дна нотозавров и 6-метрового танистрофея. Когда Найджел хватает танистрофея за хвост, тот отделяется от тела рептилии и ящер уплывает. Найджел всплывает, и тут к нему подплывает огромный 10-метровый цимбоспондил, от которого ныряльщику приходится защищаться электрошокером.
Показанные животные:
- Цимбоспондил
- Нотозавр
- Танистрофей
- Лилиенстерн (две особи разгуливают по побережью)
- Петейнозавр
- Неопределённый вид плакодонта (в книге)
- Неутикозавр (в книге)
- Мастодонзавр (в книге)
- Цинодонт (в книге)
- Престозух (в книге)

### Пятое из самых опасных доисторических морей
- Время — девонский период, 360 миллионов лет назад.
- Место — Гренландия.

В девонском море Найджел хочет увидеть гигантского дунклеостея. Спускаясь под воду в круглой защитной клетке, он обнаруживает акулу стетаканта, со спинным плавником как с гладильной доской. Позже акулу что-то вспугивает — это оказывается дунклеостей, появившийся из морской глубины. Фильм заканчивается кадрами, в которых на клетку, используемую Найджелом для безопасного погружения, агрессивно нападает огромная рыба — дунклеостей. Нападениям дунклеостея на защитную клетку уделено особое внимание во второй части ленты.
Показанные животные:
- Дунклеостей
- Стетакант
- Ботриолепис (приманка для дунклеостея)
- Ониходус (в книге)
- Кладоселяхия (в книге)
- Хейролепис (в книге)
- Граптолит (в книге)
- Целакант (в книге)

## Вторая серия

### Пятое из самых опасных доисторических морей (продолжение)
…Опасность миновала. Найджел после атаки взрослого дунклеостеуса замечает у дна молодого экземпляра, которого с яростью поедает взрослый, отрыгивая его маленькую броню.

### Четвёртое из самых опасных доисторических морей
- Время — эоцен, 36 миллионов лет назад.
- Место — Египет (Каир)

Найджел отправляется в мангровые болота, в которых находит арсинойтерия, похожего на носорога, но живущего в воде. Понаблюдав за мирным травоядным, Найджел плывёт в открытое море на своём катере, и начинает выслеживать примитивного кита базилозавра. Когда морской монстр приплывает к катеру, Найджел ныряет и видит, как кит откусывает звуковой динамик, прикреплённый к кораблю, и уплывает.
Показанные животные:
- Базилозавр
- Арсинойтерий
- Дорудон
- Палеомастодон (в книге)
- Фисогалеус (в книге)
- Саркастодон (в книге)

### Третье из самых опасных доисторических морей
- Время — плиоцен, 4 миллиона лет назад.
- Место — Перу.

Найджел хочет увидеть самую крупную акулу за всю историю земли — мегалодона. Сначала Найджел ныряет на мелководье, где живут молодые особи этой акулы. Выяснив, что детёныши атакуют добычу (например, Моржевидные дельфины) подобно современным белым акулам, Найджел плывёт в открытый океан, чтобы найти взрослых. Приманив взрослого мегалодона рыбой, исследователь погружается под воду в клетке, надеясь прикрепить к спинному плавнику акулью камеру. Все попытки не приводят к успеху, поэтому Найджел вылезает из воды и пытается прикрепить камеру с платформы. Мегалодон выпрыгивает из воды, и тут Найджел падает в воду…
Показанные животные:
- Мегалодон
- моржевидный дельфин (назван одобеноцетопсом)
- Неопределенный доисторический кит (показан в третьей серии, на него нападает мегалодон).
- Талассокнус (в книге)
- Сумчатый саблезубый тигр (в книге)
- Большая белая акула (в книге)

## Третья серия

### Третье из самых опасных доисторических морей (продолжение)
…Найджел возвращается обратно на катер. Прикрепив камеру к акуле, он отправляется за ней через два дня и находит её. На видео, заснятом камерой, видна охота мегалодона за большим доисторическим китом. Найджел приходит к выводу, что мегалодон — самая совершенная из всех акул, но когда в конце плиоцена вода станет холоднее, большинство видов китов, благодаря согревающему подкожному жиру, мигрирует в полярные области планеты. Лишившись источника питания, мегалодоны вымрут от голода.

### Второе из самых опасных доисторических морей
- Время — Юрский период, 155 миллионов лет назад.
- Место — Великобритания (Питерборо)

Найджел ныряет в юрское море, натыкаясь на стаю лидсихтисов. Исследователь становится свидетелем того, как 3-метровый крокодил метреоринх и акула гибод атакуют ослабшую особь, вырывая куски мяса из тела. Быстро насытившись, хищники уплывают, а труп рыбы всплывает к поверхности моря. Вскоре падаль привлекает чудовищных лиоплевродонов. Найджел решает подплыть к ним поближе, полагаясь на защиту вещества в баллоне, которое отпугивает рептилий. Это вещество и спасает Найджела от лиоплевродона, заинтересовавшегося ныряльщиком.
Показанные животные:
- Лиоплевродон
- Лидсихтис
- Метриоринх
- Гибод
- Криптоклид (в книге)
- Офтальмозавр (в книге)
- Эустрептоспондил (в книге)
- Рамфоринх (в книге)

### Самое опасное доисторическое море
- Время — поздний мел, 75 миллионов лет назад.
- Место — США (Канзас)

Это море Найджел называет «Адским аквариумом», поскольку тут во множестве встречаются свирепые хищники, главным из которых, по мнению исследователя, является мозазавр. Сначала Найджел наблюдает за колонией морских птиц гесперорнисов, а затем плывёт в открытое море, где ныряет, желая прокатиться на гигантской черепахе архелоне. Однако вскоре на ныряльщика нападает гигантская хищная рыба ксифактин. Найджелу удается выбраться на надувную лодку, которую неожиданно атакуют голодные тилозавры, приняв её за черепаху (куда делся ксифактин — неизвестно; предположительно он уплыл, испугавшись ящеров, или был убит ими). Найджелу всё же удаётся добраться до своего катера, но никто из членов его команды не замечает, как радар показывает стаю мозазавров, приближающихся к катеру со злыми намерениями…
Показанные животные:
- Гесперорнис
- Птеранодон
- Тираннозавр (обозревает океан с прибрежного утёса)
- Ксифактин
- Тилозавр
- Архелон
- Эласмозавр
- Скваликоракс
- Гализавр (выслеживает гесперорнисов, заплывает в подводную пещеру)
- Гигантский кальмар (в книге)

## Животные карты времени

### Суша
- Плацериас
- Целофиз
- Диплодоки
- Макрогрифозавр
- Анкилозавр
- Тираннозавр
- Австралопитек
- Шерстистый мамонт

### Море
- Камероцерас
- Мегалограпт
- Дунклеостей
- Цимбоспондил
- Офтальмозавр
- Лиоплевродон
- Гибод
- Криптоклид
- Тилозавр
- Амбулоцет
- Базилозавр
- Мегалодон